# Stylopauropus digitus
Stylopauropus digitus är en mångfotingart som beskrevs av Hilton 1930. Stylopauropus digitus ingår i släktet skaftfåfotingar, och familjen fåfotingar. Inga underarter finns listade i Catalogue of Life.